# Too Cool
Too Cool is een tag-team en voormalige stable van professioneel worstelaars dat actief was in de World Wrestling Federation (WWF), later World Wrestling Entertainment (WWE) van 1998 tot 2001 en in 2004. Het team bestond uit Scott Garland (Scott Taylor / Scotty 2 Hotty) en Brian Lawler (Brian Christopher / Grandmaster Sexay).

## In worstelen
- Finishers
  - Aided sitout powerbomb
  - Bearhug (Scotty) / Hip Hop Drop (Sexay) combinatie

- Signature moves
  - Double elbow drop

## Kampioenschappen en prestaties
- World Wrestling Federation / World Wrestling Entertainment
  - WWE Tag Team Championship (1 keer – Scotty & Rikishi)
  - WWF Intercontinental Championship (1 keer – Rikishi)
  - WWF Light Heavyweight Championship (1 keer – Scotty)
  - WWF Tag Team Championship (1 keer – Scotty & Sexay)